# Вігара
Віга́ра (МФА: [viɦɐra]) — буддистський монастир. Місце проведення буддистських ритуалів, а також місце проживання осіб, що прийняли чернечий постриг. 

## Назва
| санск. | विहार               | Vihara                               | Вігара                          |
| кит.   | 精舎              | Jingshe                              | Цінше                           |
| яп.    | 精舎 寺院 寺 仏閣 | しょうじゃ じいん てら / じ ぶっかく | Сьодзя Дзіїн Тера / Дзі Буккаку |

## За країною

### Японія
Тера (яп. 寺, てら), Сьодзя (яп. 精舎, しょうじゃ)

#### Архітектура
- Головні ворота

Гірська брама (山門) / Трибрама (三門) / Великі ворота (南大門） / Великі південні ворота (南大門）
- Прочанська дорога (参道）
- Середні ворота (中門（ちゅうもん）
- Головний храм:

Головний храм (本堂) / Золотий храм (金堂) / Палац Будди (仏殿) / Храм Засновника (御影堂)
- Лекторій (講堂（こうどう）
- Храм Каннон (観音堂（かんのんどう）
- Храм Аміди (阿弥陀堂（あみだどう）
- Храм засновника монастиря (開山堂（かいざんどう）
- Зала омовіння (灌頂堂（かんじょうどう）
- Зала медитацій (常行堂（じょうぎょうどう）
- Супурарій (経蔵（きょうぞう）
- Дзвіниця (鐘楼（じょうろう）
- Галерея (回廊（かいろう）
- Гуртожиток (僧房・宿坊（そうぼう・しゅくぼう）
- Башта (塔頭（たっちゅう）
- Келія (方丈（ほうじょう）
- Їдальня (庫裏（くり）
- Туалет, Лазня (東司・浴室（とうす・よくしつ）
- Пагода (塔（たじゅうとう）
- Пагода скарбів (多宝塔（たほうとう）